# Tisbe elegantula
Tisbe elegantula är en kräftdjursart som först beskrevs av Georg Ossian Sars 1905.  Tisbe elegantula ingår i släktet Tisbe och familjen Tisbidae. Arten har ej påträffats i Sverige. Inga underarter finns listade i Catalogue of Life.